# Маринский сельский совет (Горностаевский район)
Маринский сельский совет (укр. Маринська сільська рада) — входит в состав
Горностаевского района
Херсонской области
Украины.
Административный центр сельского совета находится в 
с. Маринское
.

## История
- 15 октября 1992 — дата образования.

## Населённые пункты совета
- с. Маринское
- с. Червоноармейское